# Gabriella Rèpaci Courtois
Pour les articles homonymes, voir Courtois et Rèpaci.
Gabriella Rèpaci Courtois, née à Turin (Italie) le 29 juin 1940 et morte à Turin le 2 août 2012 est une journaliste et historienne de l'art du XVe siècle et XVIe siècle, ingénieur au CNRS de Paris relié à l'Université Paris-Sorbonne - Paris IV. 

## Biographie
Gabriella Maria Paola Rèpaci nait à Turin (Italie) le 29 juin 1940 . Elle est la fille d'Antonino Rèpaci et de Maria Giuliana Tarizzo. Son père, avocat, devient magistrat à Turin. Il est aussi historien et ancien résistant antifasciste italien. Gabriella Rèpaci est également la petite-nièce de l'écrivain italien Leonida Rèpaci.
Elle est diplômée de l'université de Turin en lettres classiques en 1963. Elle se marie avec Louis Courtois. Elle devient correspondante des journaux italiens à Paris, en particulier de Bolaffi Arte.
Elle entre au CNRS en 1979 après le décès de son époux en 1978. Elle travaille au Collège de France sous la direction d'André Chastel jusqu'au décès de celui-ci, puis avec ses successeurs. Son département se rapproche de l'Université Paris-Sorbonne - Paris IV. 
En 1991, elle assure l'enseignement de l'histoire de la théorie de l'art à l'Université de Paris VIII (Saint-Denis), jusqu'à sa retraite en 2002.
Ses participations sont nombreuses aux ouvrages d'André Chastel, Fernand Braudel, ainsi qu'à d'autres travaux d'histoire de l'art. Elle est l'un des membres fondateurs de l'Association des historiens de l'art italien (AHAI) favorisant des échanges entre historiens chercheurs français et italiens.
Gabriella Rèpaci Courtois a quatre enfants : Béatrice, Louis, Thomas et Guy.
Gabriella Rèpaci Courtois est l'amie de Laura Malvano-Bechelloni ; Giovanni Romano ; Michel Laclotte ; Nadine Blamoutier et Madame Fernand Braudel.
Durant sa retraite, qu'elle passe en Italie à Turin, elle se consacre notamment à l'écriture d'un roman policier qui se passe à la Renaissance italienne. Partant de faits avérés à partir d'un manuscrit de la Renaissance italienne, retrouvé à la bibliothèque florentine, elle construit une intrigue sur la disparition du tableau Léda de Michel-Ange. Son roman est sélectionné par le Premio Calvino en Italie et publié à titre posthume en décembre 2012. 
Elle décède à l'âge de 72 ans à Turin le 2 août 2012 à la suite d'un cancer du pancréas.

## Bibliographie

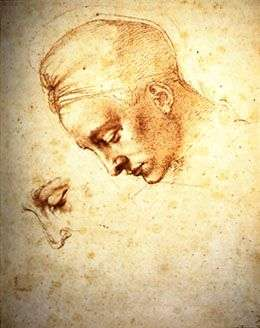
Etude pour le tableau disparu Léda, objet du roman Una poca cosa. Troppe bugie su quella Leda del Buonarroti, publié à titre posthume en Italie